# Ново Село Кореничко
Ново Село Кореничко је насељено мјесто у источној Лици. Припада општини Плитвичка Језера, у Личко-сењској жупанији, Република Хрватска.

## Географија
Ново Село Кореничко је удаљено око 21 км сјеверно од Коренице. Налази се између Личког Петровог Села и Жељаве.

## Историја
Ново Село Кореничко се од распада Југославије до августа 1995. године налазило у Републици Српској Крајини. До територијалне реорганизације у Хрватској насеље се налазило у саставу бивше велике општине Кореница.

## Становништво
Према попису из 1991. године, насеље Ново Село Кореничко је имало 78 становника, међу којима је било 59 Срба и 19 Хрвата. Према попису становништва из 2001. године, Ново Село Кореничко је имало 38 становника. Према попису становништва из 2011. године, насеље Ново Село Кореничко је имало 12 становника.
| Националност       | 1991. | 1981. | 1971. | 1961. |
| Срби               | 59    | 57    |       |       |
| Хрвати             | 19    | 29    |       |       |
| остали и непознато |       | 3     |       |       |
| Укупно             | 78    | 89    | 128   | 114   |

| Демографија | Демографија | Демографија |
| Година      | Становника  | Становника  |
| ----------- | ----------- | ----------- |
| 1961.       | 114         |             |
| 1971.       | 128         |             |
| 1981.       | 89          |             |
| 1991.       | 78          |             |
| 2001.       | 38          |             |
| 2011.       |             | 12          |